# Podagrica audisioi
Podagrica audisioi es una especie de insecto coleóptero de la familia Chrysomelidae. Fue descrita en 1982 por Biondi.